# 雙列齒獸屬
雙列齒獸屬（學名：Biseridens）是已滅絕合弓綱的一屬，生存於二疊紀晚期的中國，化石發現於甘肅省玉門市大山口的西大溝組，雙列齒獸的頭顱骨為中等大小，頭顱骨的眶前段落短，頂骨結節粗大，頰齒的形態獨特，有雙排齒列。雙列齒獸原本被歸類於始巨鱷亞目。在2009年的最新研究，被歸類於異齒亞目的基礎物種。